# Cleveland Williams
Cleveland "Big Cat" Williams (* 6. Juni 1933 in Griffin; † 3. September 1999) war ein US-amerikanischer Schwergewichtsboxer.

## Karriere
Williams hatte enorme Schlagkraft, 46 seiner 78 Siege waren klassische Knockouts und zwölf davon technische. Er wurde 1951 Profi und gewann seine ersten 32 Kämpfe, meistens durch K. o. Gegen Omrelio Agramonte, den Gegner mit der besten Bilanz (42 Siege bei 19 Niederlagen), siegte Williams nach Punkten. 1953 verlor Williams gegen Sylvester Jones nach Punkten, wobei er mehrfach angezählt wurde.
Kaum hatte er Jones im Rematch besiegt, unterlag er 1954 dem Halbschwergewichtler Bob Satterfield (Bilanz 33-16-2) durch kurzrundigen K. o.
1959 ging er nach hartem Kampf in der dritten Runde gegen Sonny Liston K. o., schlug aber im selben Jahr mit Curley Lee Chapman erstmals einen Gegner mit guter Bilanz (18-1); 1960 wurde er ein zweites Mal von Liston ausgeknockt, diesmal in der zweiten Runde. Im selben Jahr besiegte er George Moore (Bilanz 13-0) durch klassischen Knockout und fügte ihm seine einzige Niederlage zu.
1962 knockte er in seiner Wahlheimat Texas im mit Abstand größten Sieg seiner Karriere Ernie Terrell aus und kämpfte gegen den Weltklassemann Eddie Machen unentschieden.
1963 verlor er allerdings den Rückkampf gegen Terrell und schlug in der Folge keinen bedeutenden Gegner mehr, Sonny Banks war zwar von seinem Niederschlag gegen Muhammad Ali bekannt, gehörte aber nicht zur Weltklasse.
1964 wurde er von der Polizei niedergeschossen, eine Kugel blieb in seinem Körper.
1966 erhielt er einen (linearen) Titelkampf gegen Ali, der wegen seines Puncher-Images Beachtung fand; er war 5:1 Außenseiter. Der Kampf fand im neuen Houston Astrodome vor 35.460 Zuschauern statt, die Eintrittsgelder erreichten für damalige Verhältnisse hohe $461.290. Sowohl Ali als auch Williams wogen bei dem Kampf etwa 96 kg. Nach nur 3 Runden gelang Ali der Sieg durch K. o. Einige Sporthistoriker bezeichnen diesen Sieg Alis als seinen boxerischen Höhepunkt.
Nach diesem Kampf war Williams nur noch ein Aufbaugegner, etwa von Mac Foster, der ihn 1969 zweimal ausknockte.
Williams beendete seine Karriere 1972.
Cleveland Williams wurde vom Ringmagazin in die Liste der 100 besten Puncher aller Zeiten aufgenommen und als einer der besten Boxer die nie einen Weltmeistertitel gewinnen konnten bewertet.